# Liga Grega de Basquetebol de 2022–23
A Liga Grega de Basquetebol de 2022-23 foi a 83ª edição da máxima competição grega de basquetebol masculino, sendo a 31ª edição organizada pela Associação Helênica de Clubes (em grego:  Ελληνικός Σύνδεσμος Ανωνύμων Καλαθοσφαιρικών Εταιρειών, ΕΣΑΚΕ). A equipe do Olympiacos Pireu conquistou o seu bicampeonato e com isso alcançou seu 14º título grego.

## Equipes Participantes
Após o término da época 2021-22, Larisa BC, que mesmo com boa campanha, optou por não disputar a próxima temporada alegando problemas financeiros. Para completar os integrantes da competição, o Karditsas, primeiro colocado na temporada regular da segunda divisão, foi promovido e o campeão do playoff de promoção Psychiko declinou de seu direito desportivo em virtude de sua situação financeira.
| Equipe            | Localização     | Arena                       | Capacidade |
| ----------------- | --------------- | --------------------------- | ---------- |
| AEK Atenas        | Marusi (Atenas) | OAKA                        | 18.500     |
| Aris Salônica     | Salonica        | Nick Galis Hall             | 5.138      |
| Apollon Patras    | Patras          | Apollon Patras Indoor Hall  | 3.500      |
| Ionikos           | Nikaia          | Nikaias Platonas Indoor     | 1.200      |
| Kolossos          | Rodes           | Venetoklio Indoor Hall      | 1.242      |
| Karditsas         | Carditsa        | Arena Giannis Bourousis     | 3.007      |
| Lavrio            | Lavrio          | Lavrio Indoor Hall          | 1.700      |
| Panathinaikos     | Marusi (Atenas) | OAKA                        | 18.500     |
| PAOK              | Salonica        | Paok Sports Arena           | 8.162      |
| Peristeri         | Peristeri       | Arena Peristeri             | 4.000      |
| Promitheas Patras | Patras          | Dimitris Tofalos Arena      | 4.150      |
| Olympiacos Pireu  | Pireu           | Estádio da Paz e da Amizade | 11.640     |

## Formato de Competição
Disputa-se Temporada Regular com as equipes enfrentando-se em casa e fora de casa, apurando os oito melhores que se classificam para os playoffs disputando cruzamento entre 1ª x 8º, 4º e 5º, 2º x 7º e 3º x 6º.

## Primeira Fase

### Calendário Temporada Regular
Resultados extraídos de esake.gr., podendo ser conferidos em eurobasket.com/Greece.
| Casa\Visitante    | AEK    | ARI   | APO    | ION    | KOL   | KAR    | LAV   | OLY    | PTK   | PAO    | PER    | PAT   |
| ----------------- | ------ | ----- | ------ | ------ | ----- | ------ | ----- | ------ | ----- | ------ | ------ | ----- |
| AEK Atenas        |        | 63-76 | 83-68  | 92-77  | 95-89 | 79-63  | 81-95 | 78-85  | 77-73 | 71-83  | 68-64  | 73-70 |
| Aris Salônica     | 74-64  |       | 70-57  | 103-64 | 68-74 | 85-68  | 87-61 | 66-83  | 69-65 | 77-70  | 78-83  | 95-79 |
| Apollon Patras    | 61-69  | 74-82 |        | 93-66  | 85-66 | 78-72  | 71-54 | 61-87  | 65-96 | 65-88  | 71-77  | 68-57 |
| Ionikos           | 79-98  | 90-97 | 79-75  |        | 89-84 | 78-71  | 82-90 | 81-107 | 62-86 | 74-71  | 75-102 | 66-74 |
| Kolossos          | 73-67  | 96-90 | 88-68  | 89-48  |       | 73-62  | 90-87 | 79-80  | 59-96 | 80-76  | 88-82  | 69-67 |
| Karditsas         | 64-70  | 78-77 | 80-65  | 85-83  | 59-57 |        | 70-85 | 75-89  | 82-99 | 63-92  | 86-80  | 68-81 |
| Lavrio            | 67-84  | 81-70 | 74-68  | 95-63  | 83-97 | 81-80  |       | 75-103 | 84-86 | 70-75  | 79-85  | 80-90 |
| Olympiacos Pireu  | 111-71 | 89-75 | 97-60  | 100-68 | 99-64 | 92-61  | 98-61 |        | 68-66 | 100-70 | 101-79 | 89-77 |
| Panathinaikos     | 71-57  | 96-79 | 108-77 | 102-70 | 77-67 | 91-75  | 93-70 | 74-76  |       | 87-63  | 72-71  | 87-79 |
| PAOK              | 78-72  | 88-66 | 97-60  | 82-78  | 89-82 | 87-79  | 93-68 | 68-88  | 81-73 |        | 70-81  | 97-92 |
| Peristeri         | 80-84  | 92-90 | 75-69  | 96-67  | 88-78 | 102-77 | 77-66 | 86-87  | 96-89 | 85-77  |        | 88-68 |
| Promitheas Patras | 85-72  | 64-61 | 80-71  | 97-84  | 80-76 | 76-66  | 74-71 | 72-100 | 44-75 | 90-69  | 91-83  |       |

### Classificação Fase Regular
| Pos. | Clube             | P  | J  | V-D     | Casa   | Fora   | P+ -P-      | SP   | Classificação |
| ---- | ----------------- | -- | -- | ------- | ------ | ------ | ----------- | ---- | ------------- |
| 1    | Olympiacos        | 44 | 22 | 22 - 0  | 11 - 0 | 11 - 0 | 2029 - 1567 | 462  | Playoffs      |
| 2    | Panathinaikos     | 38 | 22 | 16 - 6  | 10 - 1 | 6 - 5  | 1862 - 1571 | 291  | Playoffs      |
| 3    | Peristeri Bwin    | 36 | 22 | 14 - 8  | 9 - 2  | 5 - 6  | 1852 - 1731 | 121  | Playoffs      |
| 4    | PAOK Mateco       | 35 | 22 | 13 - 9  | 9 - 2  | 4 - 7  | 1764 - 1701 | 63   | Playoffs      |
| 5    | Promitheas Patras | 34 | 22 | 12 - 10 | 9 - 2  | 3 - 8  | 1687 - 1708 | -21  | Playoffs      |
| 6    | AEK Atenas        | 34 | 22 | 12 - 10 | 7 - 4  | 5 - 6  | 1668 - 1686 | -18  | Playoffs      |
| 7    | Kolossos H Hoteis | 33 | 22 | 11 - 11 | 9 - 2  | 2 - 9  | 1718 - 1735 | -17  | Playoffs      |
| 8    | Aris Salônica     | 33 | 22 | 11 - 11 | 8 - 3  | 3 - 8  | 1735 - 1679 | 56   | Playoffs      |
| 9    | Lavrio Megabolt   | 29 | 22 | 7 - 15  | 4 - 7  | 3 - 8  | 1677 - 1817 | -140 |               |
| 10   | Karditsas         | 27 | 22 | 5 - 17  | 5 - 6  | 0 - 11 | 1584 - 1800 | -216 |               |
| 11   | Apollon Patras    | 27 | 22 | 5 - 17  | 5 - 6  | 0 - 11 | 1530 - 1745 | -215 |               |
| 12   | Ionikos           | 26 | 22 | 4 - 18  | 4 - 7  | 0 - 11 | 1623 - 1989 | -366 | Rebaixados    |

## Playoffs

#### Quartas de final
| Time 1         | Série | Time 2            | 1º Jogo | 2º Jogo  | 3º Jogo |
| -------------- | ----- | ----------------- | ------- | -------- | ------- |
| Olympiacos     | 2 - 0 | Aris Salônica     | 97 - 73 | 82 - 58  | -       |
| PAOK Mateco    | 2 - 1 | Promitheas Patras | 78 - 75 | 63 - 73  | 81 - 78 |
| Panathinaikos  | 2 - 0 | Kolossos H Hoteis | 85 - 76 | 89- 47   | -       |
| Peristeri Bwin | 2 - 0 | AEK Atenas        | 87 - 73 | 113 - 99 | -       |

#### Semifinal
| Time 1        | Série | Time 2         | 1º Jogo  | 2º Jogo | 3º Jogo | 4º Jogo | 5º Jogo |
| ------------- | ----- | -------------- | -------- | ------- | ------- | ------- | ------- |
| Olympiacos    | 3 - 0 | PAOK Mateco    | 73 - 58  | 97 - 77 | 75 - 54 | -       | -       |
| Panathinaikos | 3 - 2 | Peristeri Bwin | 101 - 57 | 58 - 73 | 89 - 80 | 71 - 76 | 81 - 67 |

#### Decisão de terceiro lugar
| Time 1      | Série | Time 2         | 1º Jogo | 2º Jogo | 3º Jogo |
| ----------- | ----- | -------------- | ------- | ------- | ------- |
| PAOK Mateco | 2 - 1 | Peristeri Bwin | 71 - 65 | 81 - 64 | 51 - 73 |

#### Final
| Time 1     | Série | Time 2        | 1º Jogo | 2º Jogo | 3º Jogo | 4º Jogo | 5º Jogo |
| ---------- | ----- | ------------- | ------- | ------- | ------- | ------- | ------- |
| Olympiacos | 3 - 1 | Panathinaikos | 73 - 70 | 65 - 67 | 75 - 52 | 63 - 35 | -       |

### Premiação
| Liga Grega de 2022-23       |
| --------------------------- |
| Olympiacos Pireu 14º Título |

## Clubes gregos em competições internacionais
| Clube             | Competição        | Resultado                                                                                |
| ----------------- | ----------------- | ---------------------------------------------------------------------------------------- |
| Olympiacos        | EuroLiga          | Finalista - derrotado por Real Madrid (78 - 79)                                          |
| Panathinaikos     | EuroLiga          | Eliminado - como 17º colocado na temporada regular (9v - 23d)                            |
| Promitheas Patras | EuroCopa          | Eliminado - nas quartas de finais para Prometey (57 - 80)                                |
| AEK Atenas        | Liga dos Campeões | Eliminado - nas quartas de finais para Hapoel Jerusalém (2-1; 55-64, 94-78, 51-91)       |
| Peristeri         | Liga dos Campeões | Eliminado - nos Play-ins para JDA Bourgogne (2-1; 80-89, 92-88, 82-89)                   |
| PAOK Mateco       | Liga dos Campeões | Eliminado - nos Play-ins para BC Rytas (2-1; 65-85,81-78,63-82)                          |
| Aris Salônica     | Copa Europeia     | Eliminado - nas quartas de finais do grupo C nas classificatórias para BC Wolves (72-83) |